# Grad Čazma
Grad Čazma är en stad i Kroatien.   Den ligger i länet Bjelovar-Bilogoras län, i den nordöstra delen av landet, 50 km öster om huvudstaden Zagreb.
Följande samhällen finns i Grad Čazma:
- Čazma